# Witalij Parachonka
Witalij Aljaksandrawitsch Parachonka (belarussisch Віталій Аляксандравіч Парахонька, international nach World-Athletics-Schreibweise englisch Vitali Alyaksandravich Parakhonka; * 18. August 1993 in Orscha) ist ein belarussischer Hürdenläufer, der sich auf die 110-Meter-Distanz spezialisiert hat.

## Karriere
Erste internationale Erfahrungen sammelte Witalij Parachonka im Jahr 2012, als er bei den Juniorenweltmeisterschaften in Barcelona mit 14,47 s in der ersten Runde ausschied. 2015 nahm er im 60-Meter-Hürdenlauf an den Halleneuropameisterschaften in Prag teil, bei denen er aber mit 7,76 s im Vorlauf ausschied, wie auch bei den anschließenden U23-Europameisterschaften in Tallinn in 14,10 s über 110 m Hürden. 
Zwei Jahre später wurde er bei den Halleneuropameisterschaften in Belgrad in der Vorrunde disqualifiziert und gelangte 2018 bei den Hallenweltmeisterschaften in Birmingham bis in das Halbfinale und schied dort mit 8,00 s aus. Im Sommer startete er dann bei den Europameisterschaften in Berlin und schied dort mit 13,69 s ebenfalls im Halbfinale aus. Im Jahr darauf schied er dann bei den Halleneuropameisterschaften in Glasgow mit 7,72 s im Halbfinale aus und gewann daraufhin bei den Europaspielen im heimischen Minsk in 13,55 s die Silbermedaille hinter dem Italiener Hassane Fofana. Im Herbst schied er dann bei den Weltmeisterschaften in Doha mit 13,65 s in der ersten Runde aus, wie auch bei den anschließenden Militärweltspielen in Wuhan mit 14,41 s. 2021 kam er bei den Halleneuropameisterschaften in Toruń mit 7,87 s nicht über die Vorrunde hinaus. Im Juni verbesserte er den belarussischen Landesrekord auf 13,30 s und qualifizierte sich damit für die Olympischen Spiele in Tokio, bei denen er mit 13,61 s aber nicht über die Vorrunde hinauskam.
In den Jahren von 2017 bis 2021 wurde Parachonka belarussischer Meister im 110-Meter-Hürdenlauf sowie von 2017 bis 2021 auch Hallenmeister über 60 m Hürden.

## Persönliche Bestleistungen
- 110 m Hürden: 13,30 s (−0,4 m/s), 25. Juni 2021 in Minsk (belarussischer Rekord)
  - 60 m Hürden (Halle): 7,68 s, 27. Januar 2019 in Dortmund